# Рудаков Олександр Миколайович
Олександр Миколайович Рудаков (нар. 22 липня 1962 ) - російський дипломат. Член Ради Імператорського православного палестинського товариства (ІППО)  .

## Біографія
У 2012 - 2017 роках очолював Місію Російської Федерації при Палестинській національній адміністрації у м Рамалла .
У 2017 - 2020 роках - заступник директора Департаменту Близького Сходу і Північної Африки МЗС Росії.
З 14 серпня 2020 року - Надзвичайний і повноважний посол Російської Федерації в Ліванській Республіці.
2 березня 2021 року зустрівся із Антіохійським патріархом Іоаном Х.

## Дипломатичний ранг
- Надзвичайний і повноважний посланник 2 класу (7 листопада 2012) [3] .